# XI. Lajos francia király
XI. (Óvatos) Lajos franciául Louis le Prudent (Bourges, 1423. július 3. – La Riche, Plessis-lèz-Tours kastély, 1483. augusztus 30.) Franciaország királya (uralkodott 1461. július 22-étől haláláig), VII. (Győzedelmes) Károly és Anjou Mária nápolyi királyi hercegnő fia, a Valois-ház hatodik királya volt.
Apja oldalán részt vett a százéves háború utolsó harcaiban, majd több alkalommal fellázadt ellene, így 1461-ben száműzetésből kellett visszatérnie, hogy átvegye a trónt. Uralma alatt folytatódott a nagyhűbéresek, különösen a burgundi hercegek ellenállása, amit leverve végül sikerült stabilizálnia a francia trónt és hatalmas földterületekkel kibővítenie a királyi birtokállományt, és országát a legerősebb európai hatalommá léptette elő. Rendkívül intrikus természete miatt már kortársai alattomos, hálóját fonogató pókhoz hasonlították, és alattvalói sem kedvelték zsarnoki hatalma miatt.

## Ifjúsága
Lajos VII. Károly és Anjou Mária elsőszülött gyermeke volt, és bár meglehetősen sok testvére született, csak hatan érték meg a felnőttkort:
- Radegonde (1425–1445), Ferdinánd osztrák herceg jegyese;
- Katalin (1428–1446), 1440-től Károly, a későbbi Merész Károly burgundi herceg felesége;
- Yolande (1434–1478), a későbbi IX. Amadé savoyai herceg felesége 1452-től, majd férje 1472-es halála után a hercegség régense;
- Jeanne (1435–1482), 1452-től a későbbi II. Jean bourboni herceg felesége;
- Magdolna (1443–1495), 1457-ben V. László magyar király menyasszonya, 1462-től Foix Gaston vianai herceg, Navarra kormányzója (I. Eleonóra navarrai királynő és IV. Gaston foix-i gróf fia) felesége;
- Charles (1446–1472), Berry, Normandia és Guyenne hercege.

Politikai szerephez országában csak legkisebb testvére, Charles jutott. Gyermekként Catherine de l’Isle-Bouchard nevelte, majd 1436-tól mint dauphin aktív közéleti szerepet játszott. Ekkor vette feleségül Margaret Stewartot, I. Jakab skót király lányát, ami a két uralkodó angolok elleni szövetségét volt hivatott megerősíteni. Ugyanebben az évben tartományába, Dauphinéba vonult, ahol Lyonban és Vienne-ben fogadta hűbéresei esküjét, majd november 16-án apjával együtt vonult be az áprilisban visszahódított Párizsba. 1437-ben, tizennégy évesen már hadat vezetett Languedocban, és Velayban számos erősséget elragadott az angoloktól. 1439-ben apja Languedoc főkapitányává nevezte ki, majd decemberben áthelyezte Poitou élére, ahol gyakorlatilag semmiféle hatalommal nem rendelkezett. A Dauphiné tényleges átadását is hiába kérte apjától, VII. Károlynak szüksége volt a tartomány erőforrásaira.

## A praguerie
A prágai huszita lázadásokról praguerie-nek nevezett konspirációt 1440-ben elégedetlen főnemesek indították II. János alençoni herceg, IV. Jean d’Armagnac gróf és I. Károly bourboni herceg vezetésével, akik úgy érezték, nem kapnak elég részt a hatalomból. 1440 februárjában a tizenhat esztendős Lajos dauphin is csatlakozott Alençon hercege rábeszélésére. A praguerie résztvevőinek az volt a terve, hogy Károlyt gyámság alá helyezik, a dauphint pedig régenssé teszik. VII. Károly azonban gyorsan reagált, amikor a felkelők fegyvert fogtak Poitouban, így a Bourbonnais-ba szorult lázadók július 24-én kénytelenek voltak megkötni a cusset-i szerződést. Károly bölcsen nem büntette meg nagyhűbéreseit, hanem újabb javadalmakkal csitította le őket, és Lajosnak is átadta Dauphinét saját igazgatásra.

## Hadvezéri sikerek
Lajos néhány évre lenyugodott, és ismét részt vett az angolok és burgundiak elleni hadjáratokban. 1441-ben ő vezette azt a sereget, amely hosszas harcok árán elfoglalta Pontoise-t az angoloktól, 1443-ban pedig hajdani harcostársa, a királynak még mindig ellenálló d’Armagnac gróf ellen vonult, akit le is győzött és Carcassonne börtönébe zárt. 1444-ben az angolokkal fegyverszünetet kötő és állandó hadsereget felállító király megbízta az „embernyúzók”, az állástalanul maradó, ezért a francia népet gyötrő zsoldosok összegyűjtésével és országon kívülre vitelével. A dauphin Svájc ellen vonult: az őskantonok nemrég megtámadták az akkor még tőlük független Zürichet, mire III. Frigyes német-római császár VII. Károlyhoz fordult segítségért.
Kezdeti sikerek után az augusztus 26-án vívott, francia győzelemmel végződő birsi csata során Lajos nehézlovassága súlyos veszteségeket szenvedett el a jóval kisebb létszámú svájci lándzsásoktól. A dauphin szeptember 26-án kötötte meg a békét Ensisheimben. Győzelmét követően részt vett a bázeli zsinaton, és kiállásáért IV. Jenő pápa előbb a katolikus egyház, majd 1445. május 26-án a korábban avignoni pápaság székhelyéül szolgáló Comtat Venaissin védnökévé (gonfaloniere) nevezte ki.

## Konfliktus a királlyal
Új jövedelmei birtokában a hatalomvágyó Lajos dauphin továbbra is sok gondot okozott a királynak. A szeretője, Agnès Sorel és kegyence, Pierre de Brézé elleni szervezkedése miatt 1447-ben elűzték az udvarból, és tartományában keresett menedéket. VII. Károly haddal indult utána, de fia kikönyörögte a békét. Haza azonban nem térhetett, és tovább folytatta rágalomhadjáratát apja ellen. Az egy idő után elunta magyarázkodását, és 1456-ban Antoine de Chabannes dammartini gróf vezetésével ismét sereget küldött fia ellen. A dauphin augusztus 30-án kénytelen volt elmenekülni, méghozzá Jó Fülöp burgundi herceghez: először a Franche-Comtéba, majd Leuvenbe, végül Genappe-ba. A herceg szívélyesen fogadta és már 1456 októberében hűséget esküdött neki, ám nem bocsátkozott harcba az ország egésze felett rendelkező VII. Károllyal. A dauphin így apja öt évvel később bekövetkező haláláig Philippe vendégszeretetét élvezte – igaz, a betegeskedő VII. Károly többször megpróbálta visszahívni, mindhiába. Lajos apja állítólag attól való félelmében éheztette magát halálra, hogy fia meg akarja mérgeztetni.

## Uralkodása
A halálhírre közönyösnek mutatkozó XI. Lajos el se ment apja temetésére Saint-Denis-be, hanem egyenesen Reims-be tartott, ahol augusztus 15-én megkoronáztatta magát, és csak augusztus 30-án vonult be Párizsba. Mindjárt uralkodása elején szélnek eresztette apja korábbi tanácsadóit, és saját embereit vonta be a hatalomba: a később ellene forduló Jean Balue bíborost, a borbélyként kegyeibe férkőző Olivier le Daimet, az udvari történetírójaként jeleskedő Philippe de Commynes-t vagy a tüzérség parancsnokává és főmaréchallá kinevezett, könyörtelenségéről ismert Louis Tristan L’Hermite kamarást, illetve később vejét, a Bourbon-házhoz tartozó Beaujeu-i Pétert. Ezek nagyrészt korrupt, gyanús figurák voltak, akik a királyi hatalom végrehajtóiként tűntek ki a rengeteget dolgozó, minden ügyet személyesen irányítani akaró Lajos mellett. A széles műveltségű király nem csak sokat dolgozott – fennmaradt levelezése tizenegy kötetnyire rúg –, hanem uralkodása nagy részében sokat is utazott, hogy mindenről személyesen értesülhessen és intézkedhessen.

### A Közjó Ligája
III. (Jó) Fülöp, Burgundia hercege 1435-ben egyezett ki az arrasi szerződésben VII. Károllyal, melynek eredményeképpen jelentős területekkel gazdagíthatta amúgy sem kicsiny birtokállományát. XI. Lajos trónra lépve azonban nem habozott fellépni hajdani szövetségese ellen, és a herceg szenilitását kihasználva elvette a Somme-part városait, illetve Bretagne-tól is megszerezte Montfort-l’Amaury-t és Étampes-ot. Ezen intézkedései komoly ellenállást szültek a főnemesség körében. Ennek élére a király tizenkilenc évvel fiatalabb öccse, Károly állt, aki 1461-ben Berry hercege lett, és számos előkelőség csatlakozott hozzá, köztük II. Ferenc, Bretagne hercege, Charles, Charolais grófja, a későbbi burgundi herceg, II. János, Bourbon hercege, Calabriai János lotaringiai herceg és Jacques d’Armagnac-Nemours herceg. Az összeesküvők, akik magukat a Közjó Ligájának (Ligue de Bien public) nevezték, még külföldi támogatókat is szereztek Győzedelmes Frigyes rajnai palotagróf és a IX. (Gazdag) Lajos bajor herceg személyében.
Az ellenségeskedés 1465-ben fajult fegyveres harccá, amikor Károly herceg Bretagne-ba menekült. A márciusban kezdődő hadműveletek során XI. Lajos a főurak közül nagybátyja, IV. Charles maine-i és IV. Gaston foix-i gróf támogatására számíthatott. Pikárdia megerősítése után Bourbonnais ellen indult, és április végére sikerült megadásra kényszerítenie Bourbon hercegét, illetve Armagnac és Albret grófját. A Charolais grófja vezette burgundi erők csak május 29-én indultak meg Champagne-on és Vermandois-n keresztül Párizs felé, és július 5-én megérkeztek a kijelölt találkozási pontra, Saint-Denis-hez, majd hiába várva a többi lázadóra, megkezdték az ellenálló főváros bekerítését. Eközben a június végén induló bretonok a Loire mentén Beaugency felé tartottak, anélkül, hogy Maine grófja megtámadta volna őket. A király tisztában volt a két ellenséges sereg egyesülésének veszélyével, ezért gyalogságát és ágyúit hátrahagyva lóhalálában északra sietett, és Étampes-nál egyesítette erőit nagybátyjáéival. A burgundiak látták, hogy a bretonok veszélyben vannak, ezért Charolais grófja is megindult a királyi erők felé.

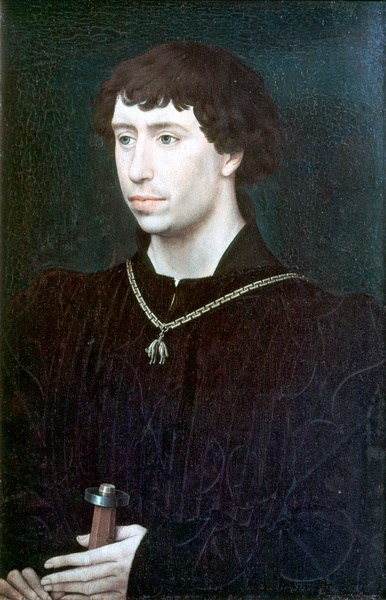
Rogier van der Weyden: Charolais grófja, a későbbi burgundi herceg, Merész Károly portréja (1460 k.)

A július 16-án vívott montlhéryi csata mindkét fél számára súlyos veszteségekkel járt, és eldöntetlenül végződött: XI. Lajos bevonulhatott Párizsba, de Maine grófja vezetésével hadainak mintegy harmada elhagyta, míg a nagyobb veszteségeket elkönyvelő burgundiak maradtak a terület birtokosai, és rövidesen egyesíthették erőiket a többi ligás seregével. A lázadók ostrom alá vették Párizst, ahonnan a király augusztus 10-én kitört, és Rouenban erősítést és készleteket gyűjtve tért vissza a hónap végén. Ennek következtében a felek szeptember 3-án fegyverszünetet kötöttek, és megkezdődtek a tárgyalások. Lajosnak engednie kellett, és alattvalóival három egyezményt kötött: október 5-én a conflans-it, október 29-én a saint-maur-it, december 29-én pedig a caenit. Öccsének adta a normandiai hercegséget, a burgundiak visszakapták a somme-i városokat és mellé számos pikárdiai települést, a breton herceg ismét Étampes és Montfort ura lett, és a többi ligás úr is több birtokadományt vagy kinevezést kapott. A király abba is kénytelen volt belenyugodni, hogy Jean de Dunois vezetésével egy bizottság jöjjön létre, hogy felügyelje a királyi adminisztrációt. Bár ez utóbbi működése rövidesen megszűnt, és a király emberei egyre inkább a főurak hatalmának ellenőrzésére és kordában tartására törekedtek, a legtöbb arisztokrata belenyugodott a helyzetbe.

### A burgundi herceg árnyékában
Burgundia élére 1467-ben a hercegi trónra lépő Merész Károly állt. Charles rendkívül ambiciózus politikus és jó hadvezér volt, aki azt tervezte, hogy függetleníti magát Franciaországtól, és felerészt a Német-római Birodalom területére eső birtokaival együtt Lotaringia és Elzász megszerzésével egységes államot alakít ki, amihez királyi címet kívánt szerezni III. Frigyes német-római császártól. Hogy célját elérje, szövetkezett IV. Eduárd angol királlyal, aki hajlandónak mutatkozott a francia trón iránti igény felújítására. A burgundi herceg 1468-ban Péronne-ba hívta Lajost, aki elővigyázatlanul meg is jelent a találkozón október 9-én. Károly ekkor a kastély egyik szobájába záratta, ő pedig kénytelen volt ígéretet tenni minden követelése teljesítésére: megfogadta, hogy betartja az 1435-ös arrasi és az 1465-ös conflans-i szerződésben foglaltakat és fellép korábbi szövetségesei, a lázadó liège-iek ellen. Azáltal, hogy Burgundiát is hajlandónak mutatkozott kivonni a párizsi parlament fennhatósága alól, gyakorlatilag a központi ellenőrzés utolsó lehetőségét is megszüntette volna.
A szörnyű megaláztatást átélő Lajos hazatérve azonnal megtagadta ígéretei teljesítését, mondván, kényszer hatására tette azokat. Saját híveit egybegyűjtendő és a burgundiak nagyra becsült Aranygyapjas rendjét ellensúlyozandó 1469. augusztus 1-jén alapította meg Amboise városában a különösen kedvelt bibliai alakjáról elnevezett Szent Mihály-rendet, melynek rendfőnöke lett. 1470-ben össze is hívott egy tours-i gyűlést, amely egyetértett vele, ennek tudatában pedig azonnal visszafoglalta a Somme menti városokat, miközben támogatta VI. Henrik angol király rövid életű restaurációját a herceg szövetségese, IV. Eduárd ellenében.
A burgundi herceg nem érte be ennyivel, hanem nemzetközi összeesküvést szőtt Lajos ellen, amelybe IV. Eduárdot és II. Jánost, az 1462-ben Cerdagne-ról és Roussillonról Lajos javára lemondani kényszerülő aragón királyt is bevonta, és előrehaladott tárgyalásokat folytatott III. Frigyes császárral királlyá tételéről. Franciaországban ismét meg tudta szerezni a király öccse, a bretagne-i herceg és Armagnac grófja támogatását. Az 1472-es háború azonban kudarccal végződött: a burgundiak pikárdiai hadjárata Beauvais hősies, Jeanne Hachette vezette ellenállásán megtört, mire a bretagne-i herceg különbékét kért. A normandiai herceg ugyanekkor meghalt Bordeaux-ban – gyaníthatóan szifilisszel súlyosbított tuberkulózisban, bár a kortársak Lajosra gyanakodtak – Armagnac grófja pedig vereséget szenvedett. Az aragónoktól a helyiek erős ellenállása miatt csak 1475-re sikerült visszafoglalni a pireneusi tartományokat.

### Merész Károly bukása
A merész herceg kudarcát tovább fokozva 1473-ban tartott találkozójukon III. Frigyes is megtagadta királlyá tételét. Károly szerencsecsillaga ezzel leáldozott. A németalföldi és itáliai pénzügyi körök lassacskán kihátráltak mögüle, XI. Lajos pedig egyre-másra vásárolta meg maga számára legtehetségesebb embereit. 1474-ben jól felszerelt, korszerűen szervezett serege vereséget szenvedett a rajnai Neuss ostrománál, ráadásul korábbi híve, Zsigmond osztrák főherceg a svájci kantonokkal és II. René lotaringiai herceggel szövetkezve (ld. konstanzi unió) háborút indított ellene. A herceg vállalta a harcot, amelyben még számíthatott IV. Eduárdra. Az angol király a következő évben valóban bejelentette trónigényét, és partra szállt Calais-nál, ám a francia fölény azonnali meghátrálásra kényszerítette. A picquignyi szerződésben 1475. augusztus 29-én beleegyezett, hogy évi 50 000 arany és 75 000 tallér azonnali kifizetése fejében harc nélkül visszavonuljon, lemondjon trónigényéről és magára hagyja a burgundi herceget.
A magára maradt Károly herceg eközben elfoglalta Renétől Lotaringiát, de a legendás svájci alabárdosok 1476. március 2-án a grandsoni, június 22-én pedig a morat-i csatában verték szét hadait. Az itáliai zsoldosaitól is elhagyott herceg végül 1477. január 5-én a nancyi csatában lelte halálát, amikor seregét megfutamították a svájciak és lotaringiaiak egyesült erői. XI. Lajos joggal örvendezett a halálhír hallatán, mivel legveszedelmesebb ellenfelétől szabadult meg.

### A burgundi örökség és egyéb területi nyereségek
A Valois-ház egy oldalágából származó hercegnek mindössze egyetlen gyermeke volt, Burgundi Mária, akit korábban a normandiai herceg kívánt feleségül venni, illetve XI. Lajos is megpróbálta megszerezni a kezét a nála jóval fiatalabb dauphin, a későbbi VIII. Károly számára. Merész Károly halálakor a királyi erők azonnal megindultak és meghódították a Burgundi Hercegséget, illetve a császári joghatóság alá tartozó Burgundi Grófságot. Mária számára csak németalföldi területei maradtak meg, ahonnan III. Frigyeshez fordult segítségért. A császár hajlandó volt segíteni, így 1477. augusztus 18-án megköttetett a házasság fia, Miksa és Mária között. Lajos úgy döntött, háborút indít az örökségért. A harcok öt évig dúltak különösebb eredmény nélkül, mígnem Mária 1482. március 27-én lovasbalesetben meghalt. Miksa és Lajos ekkor tárgyalni kezdett Arrasban, végül december 23-án megállapodtak abban, hogy Pikárdia, Anjou és Burgundia Miksa és Mária leányáé, Margité lett, akit eljegyeztek a dauphinnel és Franciaországba vittek nevelkedni. Miksa így megtarthatta magának a németalföldi területeket.
Lajos uralkodásának kétségkívül legjelentősebb birtokszerzése a burgundi területek nagyobbik részének koronabirtokhoz csatolása volt, de a domaine royale-t más is gazdagította ebben az időszakban. A király öccsének örökös nélküli halálával Normandia és Guyenne szállt a királyra, a lázadásért elítélt főuraktól büntetésképpen pedig Alençont, Saint-Polt és Armagnacot kobozták el. XI. Lajos uralkodása végén, 1481. december 11-én örökös nélkül halt meg IV. Károly, az utolsó anjoui herceg, és a királyi csapatok azonnal bevonultak Provence-ba, Anjouba és Maine-be, de a család birtokainak végleges megosztását csak 1484-ben hajtották végre Lajos utódai. A király alattvalói mellett külföldről is szerzett területeket: már 1462-ben arra kényszerítette a belső ellenzéktől gyötört aragóniai uralkodót II. János, hogy átadja neki Roussillont és Cerdagne-t, amelyet az 1472–1475 között csak ideiglenesen tudott visszafoglalni. János utódával, II. Ferdinánddal és feleségével, I. Izabella kasztíliai királynővel püspök–diplomatája, Jean Bilhères de Lagraulas közreműködésével kötött békét a saint-jean-de-luz-i szerződésben, 1478 októberében.

### Államszervezési munka

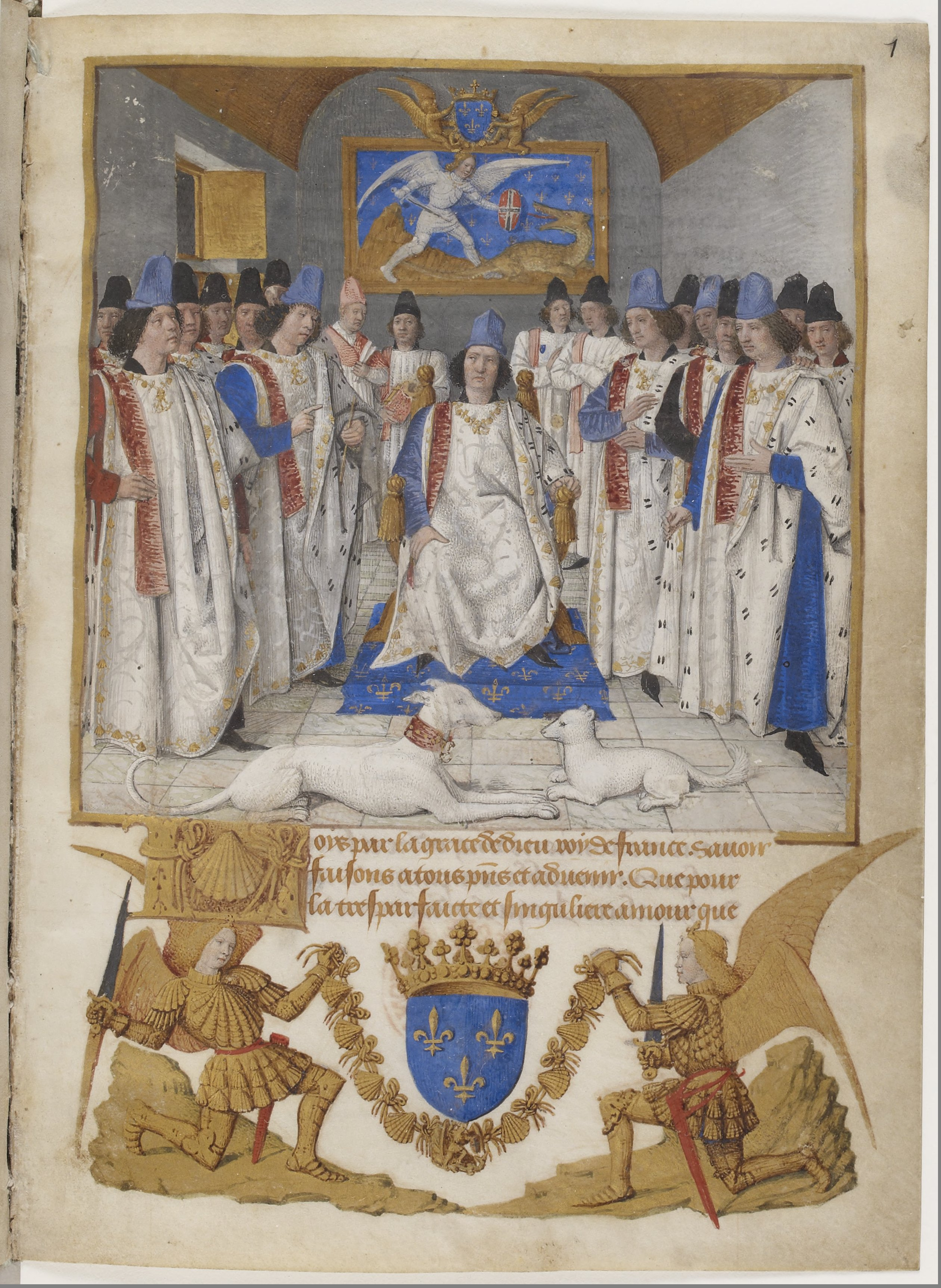
Jean Fouqouet: XI. Lajos elnököl a Szent Mihály-rend káptalanjának ülésén. (Illusztráció a rend statútumkönyvéből, 1470)

XI. Lajos idején folytatódott az apja által megkezdett államszervező munka. A megszerzett területeken új parlamentek alakultak, így 1462-ben Bordeaux-ban, 1463-ban Perpignanban, 1477-ben pedig a burgundiai Dijonban. Az központosítás jegyében 1474-ben kimondták, hogy a párizsi parlament a legfelsőbb igazságügyi fórumként az egész országra érvényes határozatokat hoz – eközben a király egyre szigorúbb ellenőrzés alá vonta a testületet, és igyekezett elejét venni a hatáskörtúllépéseknek, ennek érdekében gondosan felügyelte a tagságot, és a Lajos által meghonosított gyakorlat szerint „intelmeket” intézhetett a parlamentekhez. A legsúlyosabb bűnesetek tárgyalását is kivették a testületek illetékességi köréből, és a királyi nagytanács tárgyalta őket. Ennek eredményeképpen a hajdani önálló főúri birtokkomplexumokat és városokat egységes országos igazságügyi és adminisztrációs szervezetbe sikerült integrálni.

### Gazdasági intézkedések
A százéves háború és belharcok végeztével Franciaország gazdasága lassanként talpra állt, számos elhagyott területet vettek újból mezőgazdasági művelés alá – igaz, minőségi fejlődés nemigen jellemezte a termelést. Az ipar fejleményei sokkal látványosabbak voltak: csak XI. Lajos idejéből hetven céhes működéssel foglalkozó rendelet maradt fenn, amelyekkel az uralkodó megpróbálta a testületeket hatalmi eszközökként kezelni. Több korábbi, sokszor Jacques Cœur által kezdeményezett vállalkozás is az ő ideje alatt valósult meg, nem kis mértékben a Cœur környezetéből érkezett üzletembereknek, így Guillaume de Varye-nek, Pierre Doriole-nak vagy a világi és egyházi hierarchiában komoly pozíciókat szerző Briçonnet famíliának: 1471-ben például a hajdani kincstárnok szabályzatát felhasználva rendelte el XI. Lajos a Lyon környéki, ezüstöt rejtőnek vélt ólombányák kiaknázásának megindítását. A király Roussillonban is feltárásokat indíttatott, és az egész bányaügy élére főfelügyelőt nevezett ki.
Lajos a selyemgyártás iránt is érdeklődött, ezért Firenze városában műhelyet nyittatott, és beiratkozott a helyi mestereket összefogó céhbe, majd a selyemgyártás lyoni és tours-i meghonosításával próbálkozott. A nemesfémek kivitelét megtiltotta, és – ha nem is bőkezűen, de mindenképp lelkesen – támogatta a kereskedelem fejlesztését. Erős postahálózatot alakított ki, illetve a külföldi városok ellenében vásárokat alapított vagy támogatott több helyen, így Lyonban, Caenban és Rouenban. Az 1475-ös picquignyi szerződés nem csak katonai és külpolitikai, hanem gazdasági jellegű is volt: újraéledt az angol–francia kereskedelmi kapcsolat. A Hanza is szerződött az uralkodóval, akinek hajósai megjelentek a Földközi-tengeren és az Atlanti-óceánon egyaránt. Admirálisa, Georges Bissipat még a Zöld-foki-szigeteken is megfordult.
Az ipart, a mezőgazdaságot és a kereskedelmet egyaránt súlyos, egyre növekvő adóteher sújtotta. A VII. Károly idején egységesített adórendszer stabilizálódása és kiterjesztése révén folyamatosan növekvő jövedelmek érkeztek a kincstárba – míg VII. Károly legfeljebb 1 800 000 livre-nyi adóbevételből gazdálkodhatott, 1481-ben a kincstárba már 4 600 000 livre folyt be. A francia monarchia ezáltal Európa leggazdagabbjává vált, 1475-ben bevezetett új pénze, az aranytallér (écu de soleil) pedig a legértékesebb fizetőeszközök közé tartozott.

### Egyházpolitika
Lajos a katolikus egyházzal is igyekezett jó viszonyt ápolni, ezért trónra lépve eltörölte az 1438-ban életbe léptetett bourges-i pragmatica sanctiót, amely a bázeli zsinat pápai hatalmat korlátozó szellemisége jegyében készült. A Szentszék kezdettől fogva harcolt a gallikanizmust erősítő rendelkezés ellen, amely gyakorlatilag kivonta ellenőrzése és irányítása alól a francia egyházszervezetet. XI. Lajos inkább diplomáciai haszonra vágyott, de uralkodása alatt rendeleteivel fokozatosan részben visszaálltotta a pragmatica sanctióban foglaltakat. A helyzetet IV. Sixtusszal kötött konkordátuma rögzítette 1472-ben, amikor az egyházfő elfogadta a király jogát a javadalommal járó egyházi pozíciók betöltésére. A zsinatok is megritkultak: 1467 után hosszú időre tartományi szinódus sem ült össze.

## Utolsó évei, halála
Lajos uralkodása végére rendkívül bizalmatlanná és gyanakvóvá vált, és visszavonult kedvenc tartózkodási helyére, Plessis-lez-Tours kastélyába, Tours közelében. Itt nem tartott nagy udvart, csak orvosait, asztrológusait és csodatevőit engedte királyi személye közelébe. Halálát közeledni érezve rengeteg ereklyét gyűjtött, és 1481-ben IV. Szixtusz pápa közreműködésével magához hívatta a csodatételeiről nevezetes Paolai Szent Ferencet. A remete 1482. április 24-én érkezett az udvarba, és a király mély alázattal, leborulva fogadta őt. Ferenc azonban nem gyógyította ki XI. Lajost halálos betegségéből, aki hatvanéves korában, 1483. augusztus 30-án elhunyt. Egyedülálló módon nem a Saint-Denis-bazilikában, hanem egy általa korábban építtetett templomban, a cléryi Miasszonyunk-bazilikában temettette el magát.
Halálakor egyetlen élő fia, Károly még csak tizenhárom éves volt, de Lajos úgy határozott, hogy régens nélkül kell kormányoznia. A valódi hatalmat azonban nem az utóbb Nyájasnak nevezett, fiatalon elhunyt Károly, hanem nővére, az 1483-ban huszonkét esztendős Anne és férje, Bourbon-házhoz tartozó Pierre gyakorolta – valószínűleg XI. Lajos előzetes szándékainak megfelelően. Úgy tűnik, erős akaratú lánya volt az egyetlen nő, akit a király valamire is becsült.
Paolai Ferenc 1507-es haláláig a Plessis-lez-Tours-ban maradt, és nagy befolyása volt mind VIII. Károly, mind XII. Lajos udvarában, akik sokat tettek minimita rendje és kultusza elterjedéséért.

## Házasságai, utódai
XI. Lajos kétszer nősült, bár egyik feleségével sem ápolt túlzottan gyengéd szálakat. Első asszonya Stuart Margit, I. Jakab skót király és Beaufort Johanna elsőszülött lánya volt, akit az Auld Alliance jegyében, az angolok elleni szövetség megerősítéseként vett feleségül. Az esküvőre 1436. június 24-én, Tours városában került sor. Bár a híradások szerint Margit igen szép, társasági életet is kedvelő asszony volt, a dauphinnel nemigen kedvelték egymást – olyannyira, hogy Lajossal szemben felesége a gyűlölt apja oldalára állt. Margit 1445. augusztus 16-án, húszévesen halt meg gyermektelenül, állítólag Lajos rossz bánásmódja felett érzett bánatában.
Lajos második felesége a nála 17 évvel fiatalabb Savoyai Sarolta, I. Lajos savoyai herceg és Lusignan Anna ciprusi hercegnő (I. Janus ciprusi király lánya) lánya volt. 1451. február 2-án házasodtak össze, amikor Sarolta még csak nyolcéves volt. A frigy célja a savoyai herceg támogatásának és a leány tekintélyes hozományának elnyerése volt. Bár Sarolta szintén szép asszonnyá érett, a király vele sem ápolt gyengéd érzelmi kapcsolatokat. A királyné pár hónappal férjét követően, 1483. december 1-jén hunyt el. Nyolc gyermekük született, de közülük csak három érte meg a felnőttkort – mindhárman a történelem fontos szereplőiként:
1. Lajos (1458–1460);
2. Joachim (1459);
3. Lujza (1460);
4. Anna (1461–1522), öccse mellett régens, 1473-tól II. Pierre bourboni herceg felesége;
5. Johanna (1464–1505), 1476-tól az orléans-i herceg, a későbbi XII. Lajos felesége;
6. Ferenc (1466);
7. VIII. (Nyájas) Károly (1470–1498), 1483-tól francia király;
8. Ferenc (1472–1473).

Lajosnak számos házasságon kívüli gyermeke is született, közülük többet törvényesített:
- Guyette de Valois (†1502) Félizé Regnard-tól (törvényesítve);
- Jeanne de Valois (1447–1519) Félizé Regnard-tól, 1466-tól Louis de Bourbon roussilloni gróf, admirális felesége (törvényesítve);
- Marie de Valois (1450–1470) Marguerite de Sassenage-tól, 1467-től Aymar de Poitiers, St-Vallier birtokosának felesége (törvényesítve);
- Isabeau, Marguerite de Sassenage-tól, Louis de Saint-Priest felesége;
- 3 másik, ismeretlen nevű gyermek különböző szeretőktől.